# Балве
Балве (њем. Balve) град је у њемачкој савезној држави Северна Рајна-Вестфалија. Једно је од 15 општинских средишта округа Меркиш. Према процјени из 2010. у граду је живјело 12.095 становника. Посједује регионалну шифру (AGS) 5962008.

## Географски и демографски подаци
Балве се налази у савезној држави Северна Рајна-Вестфалија у округу Меркиш. Град се налази на надморској висини од 250 метара. Површина општине износи 74,8 km². У самом граду је, према процјени из 2010. године, живјело 12.095 становника. Просјечна густина становништва износи 162 становника/km².

## Међународна сарадња
| Мјесто | Држава    | Врста сарадње | Од    |
| ------ | --------- | ------------- | ----- |
|        | Француска | партнерство   | 1985. |
| Херде  | Холандија | партнерство   | 1978. |
| Извор  |           |               |       |